# Csernák László
Csernák László (névváltozatok: Chernák, Chernac) (Pápa, 1740. szeptember 1. – Deventer, Hollandia, 1816. május 5.) magyar származású, hollandiai matematikus, fizikus, orvos- és bölcseletdoktor, a deventeri líceum tanára.

## Jelentősége
Csernák László a prímszámtáblázata alapján lett ismert és világhírű.

## Élete
Édesapja, Csernák György Pápán lakott, Veszprém vármegyei táblabíró volt, édesanyja, Horváth Kocsy Erzsébet, győri születésű volt, Bethlen Katalin fejedelemasszony udvarában lakott.
Apja korán meghalt, édesanyja 1755. április 24-én a debreceni Református Kollégiumba íratta be tanulni (tanárai közül Hatvani Istvánra emlékezett vissza szívesen).
Az iskola elvégzése után a Kollégiumban 1759. szeptember 15.-én a retorikában tanítói hivatalt, 1764-ben a teológiát és 1765-től a metafizikát tanított. Volt könyvtárőr, preceptor, prézens, illetve a kollégium szeniorja is.
1766-ban külföldre ment tanulmányútra Zürichbe. Közben meghalt édesanyja (1766).
1767-től Bécsben, Franciustól fizikát hallgatott, 1768-ban Bázelben és Torinóban, majd egy évig Utrechtben folytatta tanulmányait.(fizikát, kémiát, filozófiát és matematikát hallgatott), majd Groningenben hosszabb ideig folytatta tanulmányait (itt filozófia, matematika és orvosi tudományt tanult).
Három tanulmánya készült el, az első 1771-ben, a második 1773. augusztus 25-én (ezzel orvosdoktori címet kapott), a harmadik pedig 1775. július 19-én, mellyel bölcsészdoktori címet szerzett.
1775. november 7-én a hollandiai Deventer gimnáziuma felkérte tanárnak, melyet elfogadott. A gimnáziumban matematikát, fizikát, metafizikát, hidrosztatikát, logikát, filozófiát teológiát, és asztronómiát tanított. Fizetése 1000 Ft volt, székfoglaló beszédét 1776. február 27-én tartotta, rektori székét 1779. november 17-én foglalta el, melyet 1782. november 21-éig töltött be.
A sárospataki főiskola 1781-ben meghívta tanárnak, nem filozófia, hanem történelemtanárnak, ezt nem fogadta el.
Közrejátszhatott ebben a döntésében, hogy időközben megházasodott, felesége a jómódú Elsabe Schlichtenbree a szülőföldjétől nem kívánt elszakadni. Gyermekük nem született.
A 70-es években több orvosi és fizikai témájú értekezést publikált. Fizikai művei a halmazállapot-változás és a látens hő kérdéskörében született, de Franklin elméletének kritikájával is foglalkozott tanulmányaiban.
Fő munkája az egész számok törzstényezőkre való felbontását megadó táblázata volt, első az akkori világban, ami egymillió feletti számot tartalmazott („Cribrum Arithmeticum” című törzsszámtáblázat). Magyarországra 62 példányt küldött az általa készített táblázatból, ebből Debrecenbe hét példányt. (1811-ben saját költségén adta ki a több mint ezer oldalas táblázatot.) Jelentősége abban áll, hogy ez volt az első ilyen jellegű mű, amely egymillióig megadta ezen tényezőket.
Táblázatát a kor legnagyobb matematikusa, Gauss is elismerte.
1815 nyarán súlyosan megbetegedett, és 1816. május 5-én meghalt.
Bár Hollandiában lakott, mindig magyar maradt, kiadott művein neve mellett a „Pannonius” jelző kivétel nélkül megtalálható.

## Munkái
- Dissertatio physica de theoria electricitatis Franklini. Groningae, 1771.
- Dissertatio inaug. medica de respiratione volucrum. Groningae, 1773.
- Dissertatio philosophica inauguralis de aqua, inter aquam ferventem, non ebuliente. Groningae, 1775.
- De libertate philosophandi in licentiam non vertenda. Daventriae, 1776.
- De cognitione in meris vocibus consistente, rerum vacua. Daventriae, 1780.
- Cribrum arithmeticum. Daventriae, 1811. (Ism. Tudom. Gyűjt. 1817. VI. 157.)